# Relient K

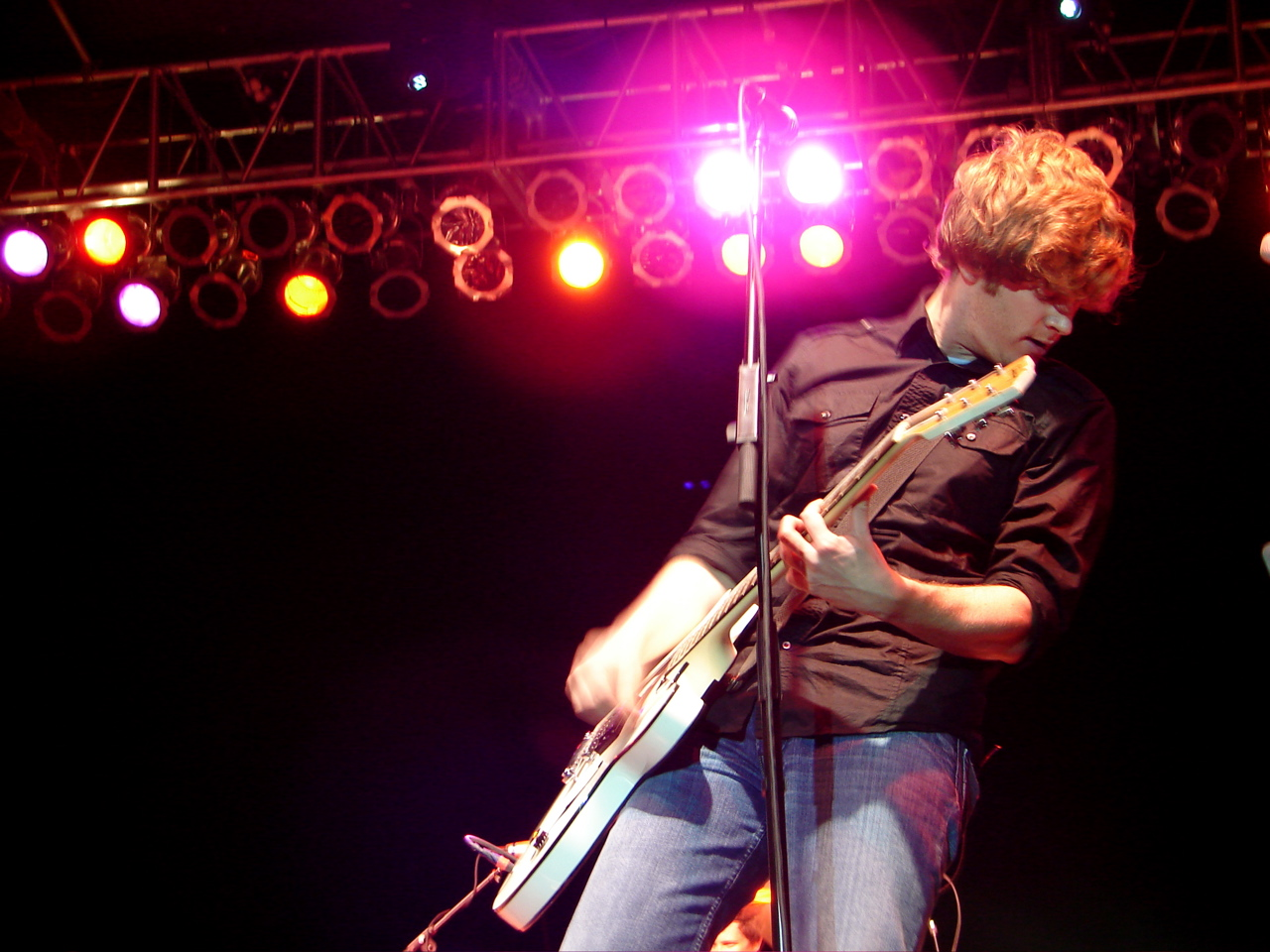
Matt Thiessen a l'escenari (2007).

Relient K és un grup de rock alternatiu i pop punk originari d'Ohio, Estats Units formada el 1998. La banda va ser nominada al Grammy el 2003.
Els membres actuals de la banda són els següents:
- Matt Thiessen – veu, guitarea, piano (1998–present)
- Matt Hoopes – guitarra, segones veus(1998–present)
- John Warne – baix, segones veus (2004–present)
- Jon Schneck – guitarra, banjo, campanes, segones veus (2005–present)
- Ethan Luck - bateria(2008–present)

Han publicat els següents àlbums:
- Relient K (2000)
- The Anatomy of the Tongue in Cheek (2001)
- Two Lefts Don't Make a Right...but Three Do (2003)
- Mmhmm (2004)
- Five Score and Seven Years Ago (2007)
- Let It Snow, Baby... Let It Reindeer (2007)
- Forget and Not Slow Down (2009)
- Is for Karaoke (2011)
- Collapsible Lung (2013)
- Air for Free (2016)